# Первухін Ілля Олексійович
Ілля Олексійович Первухін (рос. Илья Алексеевич Первухин, 6 липня 1991) — російський веслувальник, олімпієць.

## Виступи на Олімпіадах
| Олімпіада   | Дисципліна           | Місце |
| ----------- | -------------------- | ----- |
| Лондон 2012 | каное-двійка, 1000 м | 3     |

## Зовнішні посилання
- Досьє на sport.references.com [Архівовано 24 вересня 2014 у Wayback Machine.]